# Natig Aliyev (escultor)
Natig Kamal oglu Aliyev (en azerí: Natiq Kamal oğlu Əliyev; Bakú, Unión Soviética, 10 de agosto de 1958) es un escultor de Azerbaiyán, galardonado con el título de Artista del Pueblo de la República de Azerbaiyán, miembro honorario de la Academia de las Artes de Rusia. Es rector de la Academia Estatal de Arte de Azerbaiyán desde 2023.

## Biografía
Natig Aliyev nació el 10 de agosto de 1958 en Bakú.
Entre 1974 y 1978 estudió en la Escuela Estatal de Arte en nombre de Azim Azimzade y se graduó con honores. También estudió en la Academia Estatal de Arte y Diseño de San Petersburgo entre 1978 y 1983.
Natig Aliyev es profesor de la Academia Estatal de Arte de Azerbaiyán, jefe de taller en el departamento de escultura y presidente del consejo artístico-metódico de la academia.
El 15 de febrero de 2023, de acuerdo con la orden del Presidente de Azerbaiyán, Ilham Aliyev, Natig Aliyev se nombró rector de la Academia Estatal de Arte de Azerbaiyán.

## Premios y títulos
- Artista de Honor de Azerbaiyán (2002)
- Artista del pueblo de la República de Azerbaiyán (2005)
- Orden al Mérito de la República de Austria (2015)
- Orden Shohrat (2018)[4]